# Aquifex
Aquifex  (лат.) — род бактерий, принадлежащий к типу Aquificota. Помимо общепризнанного вида A. pyrophilus, в этом роду иногда относят вид A. aeolicus. Будучи экстремальными термофилами, Aquifex spp. лучше всего растут при температурах от 85 °С до 95 °С.

## Описание
Бактерии рода Aquifex палочковидны, имеют длину от 2 до 6 мкм, диаметр около 0,5 мкм и подвижны. Они не образуют споры и являются грамотрицательными автотрофами. Они получили название Aquifex, потому что при их дыхании выделяется вода. Aquifex имеет тенденцию образовывать клеточные агрегаты, состоящие из не более чем 100 отдельных клеток.
Бактерии рода Aquifex термофильны и часто растут вблизи подводных вулканов или горячих источников. Хотя для выживания A. aeolicus необходим кислород, для роста этого вида хватает концентрации в 7,5 ppm. A. pyrophilus может даже расти в отсутствие кислорода, восстанавливая азот. Как и другие термофильные бактерии, Aquifex применяется в промышленности.
Геном A. aeolicus был полностью расшифрован, чему способствовал тот факт, что его длина составляет около трети длины генома E. coli. Сравнение генома A. aeolicus с другими организмами показало, что около 16 % его генов происходят из домена архей. Представители этого рода считаются одними из самых ранних представителей домена эубактерий.
Бактерии вида A. aeolicus были обнаружены к северу от Сицилии, а бактерии A. pyrophilus были впервые найдены к северу от Исландии.

## Структура генома
Полный геном A. aeolicus состоит из 1 551 335 пар оснований с более чем 1500 открытыми рамками считывания (ORF) или хромосомными кодирующими последовательностями. Более 90 % генома составляют области, кодирующие белки, и нет никаких существенных некодирующих повторов.

## Метаболизм
Пути дыхания и фиксации Aquifex аналогичны путям других автотрофных бактерий. Связывая углерод с помощью восстановительного цикла трикарбоновых кислот, бактерии создают ацетил-КоА и множество других необходимых для биосинтеза веществ. Хотя многие другие бактерии используют продукты цикла трикарбоновых кислот в пентозофосфатном пути и пути Энтнера-Дудорова или пути Эмбдена-Мейерхофа-Парнаса, ряд необходимых для этих процессов ферментов не был идентифицирован у A. aeolicus, что позволяет предположить наличие другого пути.
Для дыхания A. aeolicus необходим кислород в концентрации выше 7,5 ppm, а бактерии вида A. pyrophilus способны дышать азотом. Однако в геноме обоих видов имеются гены нитратредуктазы и транспортера нитрата. Aquifex использует ферменты, используемые другими бактериями для кислородного дыхания. Присутствуют и многие другие оксидоредуктазы, однако их физиологическая роль неизвестна. При дыхании Aquifex окисляет тиосульфат, молекулярный водород и серу.

## Происхождение
Исследование малых субъединицах рРНК позволяет предположить, что Aquificales являются одними из самых ранних бактерий, произошедших от Archaea. Однако исследование структур белков приводит к другим выводам. Происхождение порядка Aquificales трудно определить из-за этой несогласованности и из-за многочисленных горизонтальных переносов генов.

## Исследовательский потенциал
A. aeolicus используется в качестве стандартной гипертермофильной бактерии. Во многих исследованиях изучалась способность гидрогеназ Aquifex осуществлять обратимое окисление водорода при чрезвычайно высоких температурах. Эти свойства гидрогеназ Aquifex указывают на возможность их применения как возобновляемого биокатализатора для топливных элементов на основе водорода.